# Óscar Whalley
Óscar Alexander Whalley Guardado (* 29. März 1994 in Saragossa), üblicherweise als Óscar Whalley bezeichnet, ist ein gebürtiger spanischer Fußballtorwart, der durch seine Mutter auch die mexikanische und durch seinen Vater die britische Staatsbürgerschaft besitzt.

## Laufbahn
Whalley begann seine Laufbahn im Nachwuchsbereich von Real Saragossa und hütete als Erwachsenenfußballer zunächst das Tor der zweiten Mannschaft, bis er nach einer Verletzung des Stammtorhüters Pablo Alcolea als Ersatztorhüter in die erste Mannschaft berufen wurde. In der darauffolgenden Saison 2014/15 kam er in 19 von 42 Punktspielen der Segunda División zum Einsatz und erzielte mit der Mannschaft den sechsten Rang und erreichte die Aufstiegsrunde zur Primera División, in der sich Real Saragossa aber nicht durchsetzen konnte. In der darauffolgenden Saison wurde Whalley an den ebenfalls in Aragonien ansässigen Aufsteiger SD Huesca ausgeliehen, für den er in 15 von 42 Ligaspielen zum Einsatz kam und am Saisonende einen Platz im gesicherten Mittelfeld belegte.
Für die folgende Saison 2016/17 unterschrieb Whalley einen Vertrag bei Sporting Gijón, die in der vergangenen Erstligasaison dem möglichen Abstieg aus der höchsten Spielklasse aufgrund eines mehr erzielten Punktes gegenüber Rayo Vallecano gerade noch entgehen konnten. 
Nach zwei Jahren, in denen er nur zu einem Punktspieleinsatz gekommen war, wechselte Whalley erstmals zu einem ausländischen Verein, auch wenn sein Traum nicht wahr wurde, im Heimatland seines Vaters spielen zu können, weil der FC Everton und FC Fulham ihn nach anfänglichen Überlegungen doch nicht verpflichteten. Stattdessen verbrachte Whalley die Saison 2018/19 beim dänischen Erstligisten Aarhus GF und die darauffolgende Saison beim griechischen Erstligisten OFI Kreta.
Anschließend ging Whalley nach Spanien zurück, wo er eine Spielzeit beim Zweitligisten CD Castellón verbrachte, mit dem er ebenso den Abstieg hinnehmen musste wie zwei Spielzeiten später mit dem CD Lugo, bei dem er sich erstmals in seiner Laufbahn zum unumstrittenen Stammtorhüter entwickelte.
Trotz des Abstiegs des auf dem letzten Tabellenplatz gelandeten Club Deportivo Lugo spielte Whalley eine überragende Saison und war in der zweiten Liga Spaniens der Torhüter mit den meisten Paraden. Grund genug für den aktuellen mexikanischen Vizemeister Deportivo Guadalajara, Whalley einen Vertrag für die Apertura 2023 anzubieten, den der Sohn einer Mexikanerin gerne unterschrieb: „Me siento muy vinculado con México, ya que es parte de mi vida, son mis raíces y toda la familia de mi mamá se encuentra allí. Tenemos una relación muy fluida y además de que he pasado mucha parte de mi infancia con ellos, he viajado y he mantenido el contacto siempre que mi profesión me lo ha permitido.“ (Ich fühle mich Mexiko sehr verbunden, denn es ist ein Teil meines Lebens, es sind meine Wurzeln und die ganze Familie meiner Mutter lebt dort. Wir haben eine sehr intensive Beziehung und neben der Tatsache, dass ich einen Großteil meiner Kindheit bei ihnen verbracht habe, habe ich sie auch später besucht und die Beziehung aufrechterhalten, soweit es mein Beruf zugelassen hat.)